# Terpna ruficoloraria
Terpna ruficoloraria là một loài bướm đêm trong họ Geometridae.